# Петру Атлетику
«Атлетику Петролеуш Луанда» (порт. Atlético Petróleos Luanda), «Петру Атлетику Луанда» или просто «Петру Атлетику» — ангольский футбольный клуб из Луанды, основанный в 1980 году. Выступает в Жирабола (Girabola). Домашние матчи проводит на стадионе «Эштадиу да Сидадела», вмещающем 35 000 зрителей.

## История
«Петру Атлетику» является одним из сильнейших клубов Анголы за всю историю - рекордсменом по количеству выигранных национальных первенств и Кубков страны. Помимо внутренних успехов, клуб из Луанды добился и наилучших международных успехов из всех ангольских клубов. В 1997 году «Петру Атлетику» добрался до финала Кубка КАФ, где по сумме двух матчей уступил тунисскому «Эсперансу» со счетом 1:2, а в 2001 году «нефте-атлеты» стали первыми и пока последними ангольскими полуфиналистами Лиги чемпионов КАФ.

## Достижения

### Национальные
- Победитель Жирабола — 18 (1982, 1984, 1986, 1987, 1988, 1989, 1990, 1993, 1994, 1995, 1997, 2000, 2001, 2008, 2009, 2022, 2023, 2024)
- Обладатель Кубка Анголы — 15 (1987, 1992, 1993, 1994, 1997, 1998, 2000, 2002, 2012, 2013, 2017, 2021, 2022, 2023, 2024 )
- Обладатель Суперкубка Анголы — 6 (1987, 1988, 1993, 1994, 2002, 2013)

### Международные
- Лига чемпионов КАФ (1)
  - Полуфиналист: 2001
- Кубок Конфедерации КАФ (1)
  - Финалист: 1997